# Bóng bàn tại Đại hội Thể thao Đông Nam Á 2009
Bóng bàn tại Đại hội Thể thao Đông Nam Á năm 2009 diễn ra từ 8 đến 15 tháng 12 năm 2009 tại Convention Hall, Đại học Quốc gia Lào, Viêng Chăn, Lào, với bảy nội dung tiêu chuẩn: đơn nam/nữ, đôi nam/nữ, đôi hỗn hợp, đồng đội nam/nữ.
Singapore tiếp tục thống trị môn bóng bàn với 6/7 huy chương vàng, thể hiện sức mạnh vượt trội. Việt Nam có dấu ấn đáng kể ở nội dung đôi nam với bộ đôi Đoàn Kiến Quốc – Đinh Quang Linh giành huy chương vàng.

## Tóm tắt kết quả[4]
| Đơn nam      | Gao Ning · Singapore                                     | Yang Zi · Singapore                                                          | Richard Gonzales · Philippines                                      |  |  |  |
| Đơn nam      | Gao Ning · Singapore                                     | Yang Zi · Singapore                                                          | Phakpoom Sanguansin · Thái Lan                                      |  |  |  |
| Đôi nam      | Việt Nam (VIE) · Đoàn Kiến Quốc · Đinh Quang Linh        | Việt Nam (VIE) · Trần Tuấn Quỳnh · Nguyễn Nam Hải                            | Singapore (SIN) · Gao Ning · Yang Zi                                |  |  |  |
| Đôi nam      | Việt Nam (VIE) · Đoàn Kiến Quốc · Đinh Quang Linh        | Việt Nam (VIE) · Trần Tuấn Quỳnh · Nguyễn Nam Hải                            | Singapore (SIN) · Cai Xiaoli · Pang Xue Jie                         |  |  |  |
| Đồng đội nam | Singapore (SIN) · Gao Ning · Yang Zi · Cai Xiaoli        | Thái Lan (THA) · Phakpoom Sanguansin · Phuchong Sanguansin · Chaisit Chaitat | Việt Nam (VIE) · Đoàn Kiến Quốc · Nguyễn Nam Hải · Trần Tuấn Quỳnh  |  |  |  |
| Đồng đội nam | Singapore (SIN) · Gao Ning · Yang Zi · Cai Xiaoli        | Thái Lan (THA) · Phakpoom Sanguansin · Phuchong Sanguansin · Chaisit Chaitat | Indonesia (INA) · Yon Mardiyono · Muhammad Hussein · David Jacobs   |  |  |  |
|              |                                                          |                                                                              |                                                                     |  |  |  |
| Đơn nữ       | Feng Tianwei · Singapore                                 | Wang Yuegu · Singapore                                                       | Nanthana Komwong · Thái Lan                                         |  |  |  |
| Đơn nữ       | Feng Tianwei · Singapore                                 | Wang Yuegu · Singapore                                                       | Beh Lee Wei · Malaysia                                              |  |  |  |
| Đôi nữ       | Singapore (SIN) · Sun Beibei · Yu Mengyu                 | Singapore (SIN) · Wang Yuegu · Feng Tianwei                                  | Việt Nam (VIE) · Mai Hoàng Mỹ Trang · Mai Xuân Hằng                 |  |  |  |
| Đôi nữ       | Singapore (SIN) · Sun Beibei · Yu Mengyu                 | Singapore (SIN) · Wang Yuegu · Feng Tianwei                                  | Thái Lan (THA) · Anisara Muangsuk · Nanthana Komwong                |  |  |  |
| Đồng đội nữ  | Singapore (SIN) · Wang Yuegu · Feng Tianwei · Sun Beibei | Thái Lan (THA) · Nanthana Komwong · Suthasini Sawettabut · Anisara Muangsuk  | Malaysia (MAS) · Fan Xiao Jun · Beh Lee Wei · Chiu Soo Jiin         |  |  |  |
| Đồng đội nữ  | Singapore (SIN) · Wang Yuegu · Feng Tianwei · Sun Beibei | Thái Lan (THA) · Nanthana Komwong · Suthasini Sawettabut · Anisara Muangsuk  | Việt Nam (VIE) · Mai Hoàng Mỹ Trang · Mai Xuân Hằng · Lương Thị Tâm |  |  |  |
|              |                                                          |                                                                              |                                                                     |  |  |  |
| Đôi nam nữ   | Singapore (SIN) · Yang Zi · Wang Yuegu                   | Singapore (SIN) · Gao Ning · Feng Tianwei                                    | Malaysia (MAS) · Muhd Shakirin Ibrahim · Beh Lee Wei                |  |  |  |
| Đôi nam nữ   | Singapore (SIN) · Yang Zi · Wang Yuegu                   | Singapore (SIN) · Gao Ning · Feng Tianwei                                    | Thái Lan (THA) · Phakpoom Sanguansin · Nanthana Komwong             |  |  |  |

## Bảng huy chương
| Hạng               | Đoàn               | Vàng | Bạc | Đồng | Tổng số |
| ------------------ | ------------------ | ---- | --- | ---- | ------- |
| 1                  | Singapore          | 6    | 4   | 2    | 12      |
| 2                  | Việt Nam           | 1    | 1   | 3    | 5       |
| 3                  | Thái Lan           | 0    | 2   | 4    | 6       |
| 4                  | Malaysia           | 0    | 0   | 3    | 3       |
| 5                  | Indonesia          | 0    | 0   | 1    | 1       |
| 5                  | Philippines        | 0    | 0   | 1    | 1       |
| Tổng số (6 đơn vị) | Tổng số (6 đơn vị) | 7    | 7   | 14   | 28      |